# Sitta ledanti
El trepador argelino o trepador de Kabilia (Sitta ledanti) es  una especie de ave de la familia Sittidae presente en Argelia y también el único pájaro endémico de este país magrebí. Descubierto para la ciencia en los años 1970, actualmente se encuentra en peligro de extinción.